# Свойкув (Свентокшиське воєводство)
Свойкув (пол. Swojków) — село в Польщі, у гміні Ліпник Опатовського повіту Свентокшиського воєводства.
Населення — 72 особи (2011).
У 1975-1998 роках село належало до Тарнобжезького воєводства.

## Демографія
Демографічна структура на день 31 березня 2011 року:
|          | Загалом | Допрацездатний вік | Працездатний вік | Постпрацездатний вік |
| -------- | ------- | ------------------ | ---------------- | -------------------- |
| Чоловіки | 40      | 9                  | 28               | 3                    |
| Жінки    | 32      | 5                  | 20               | 7                    |
| Разом    | 72      | 14                 | 48               | 10                   |